# Ras al-Khaimah (by)
|  | Denne artikel omhandler byen Ras al-Khaimah. Artiklen om emiratet Ras al-Khaimah ligger under navnet Ras al-Khaimah (emirat) |
Ras al-Khaimah er en by i Mellemøsten, der er hovedstad i Emiratet Ras al-Khaimah, som er et af de syv emirater i de Forenede Arabiske Emirater. Ras al-Khaimah har 115.949(2020) indbyggere og er dermed den største by i emiratet Ras al-Khaimah.